# Oenopota kurilensis
Oenopota kurilensis é uma espécie de gastrópode do gênero Oenopota, pertencente a família Mangeliidae.